# Paspalum melanospermum
Paspalum melanospermum är en gräsart som beskrevs av Nicaise Auguste Desvaux och Jean Louis Marie Poiret. Paspalum melanospermum ingår i släktet tvillinghirser, och familjen gräs. Inga underarter finns listade i Catalogue of Life.